# Discman

Discman-beeldmerk

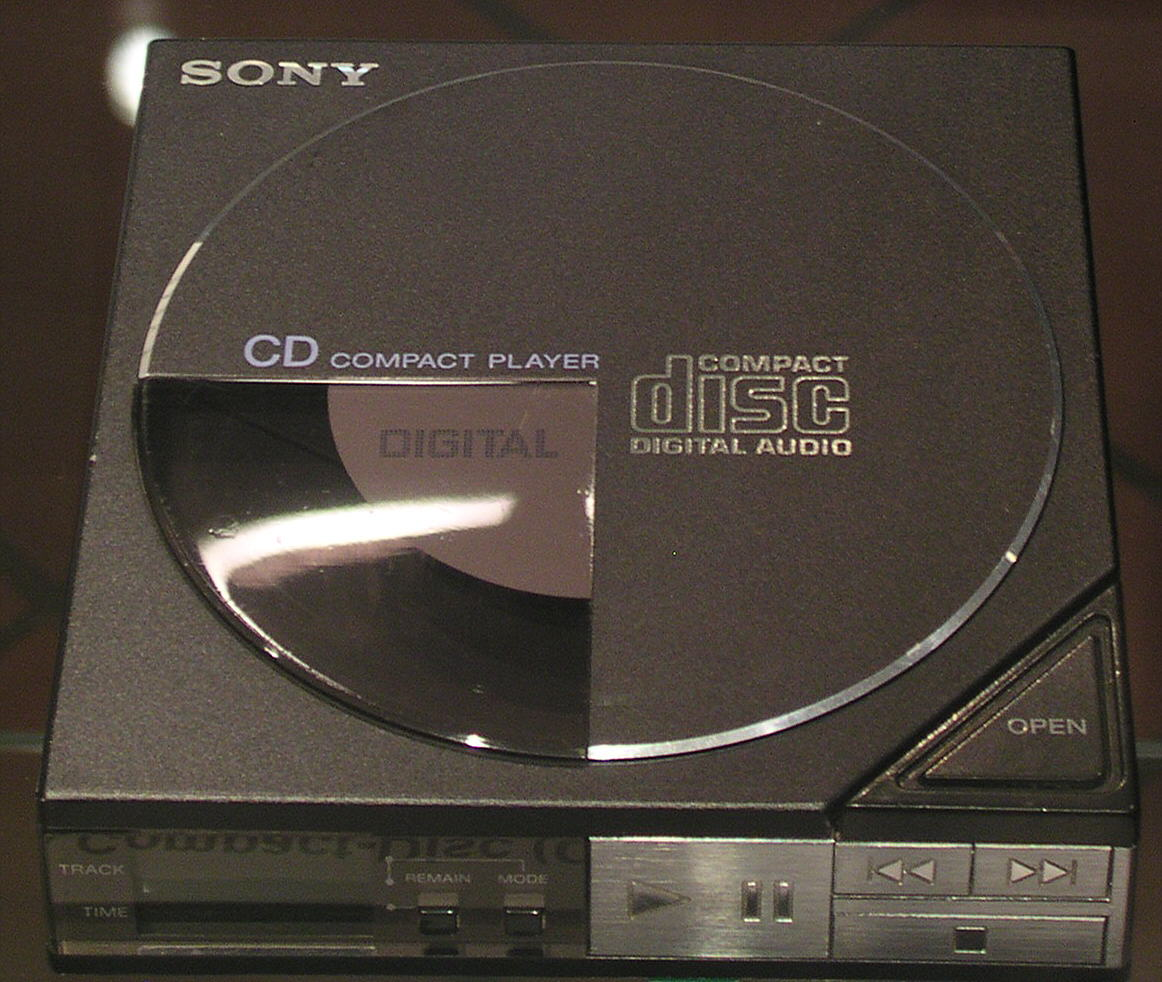
De eerste Discman van Sony, de D-50 uit 1984

Discman is een merknaam van draagbare cd-spelers van Sony. De eerste cd-speler was de D-50. De naam Discman is gebaseerd op de draagbare speler van cassettebandjes van Sony, de Walkman. In 2000 wijzigde Sony de merknaam Discman in CD Walkman.
De Discman is sinds ongeveer midden jaren nul steeds meer verdrongen door de mp3-speler, die op veel minder ruimte meerdere cd's tegelijk kan opslaan.
Tevens wordt er steeds meer gebruikgemaakt van mobiele telefoons voor het afluisteren van muziek. Er bestaat een toenemend aantal streamingdiensten, zoals Spotify, Deezer en Apple Music.